# Podstenjšek
Podstenjšek je část občiny Ilirska Bistrica ve Přímořsko-vnitrokraňském regionu ve Slovinsku. Je to malá osada.

## Geografie
Podstenjšek se nachází v nadmořské výšce 422 m n. m. v historickém regionu Vnitřní Kraňsko.

## Obyvatelstvo
V roce 2002 žili v osadě Podstenjšek 4 obyvatelé na ploše 57 ha.